# Klimawitschy
Klimawitschy (belarussisch Клімавічы, russisch Климовичи/Klimowitschi) ist eine Stadt im Osten von Belarus in der Mahiljouskaja Woblasz und administratives Zentrum des Rajon Klimawitschy. Die Grenze zu Russland verläuft nördlich, rund 20 km entfernt.

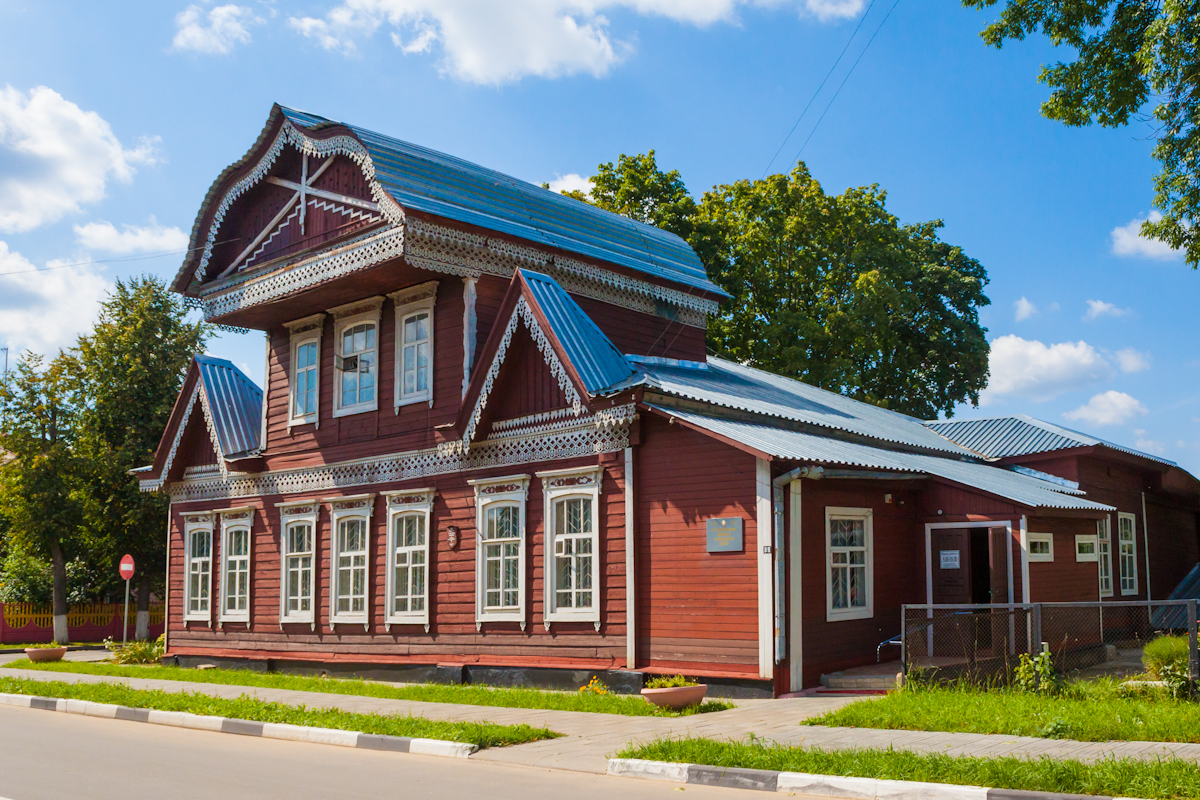
Unter Denkmal stehendes Gebäude im Ortskern von Klimawitschy.

## Bevölkerungsentwicklung
- 1989: 16.520 (Volkszählung)
- 2007: 14.726 (Berechnung)

## Söhne und Töchter der Stadt
- Joseph Eliahu Henkin (1881–1973), US-amerikanischer orthodoxer Rabbiner
- Anton Pewsner (1884–1962), russischer Maler, Bildhauer und ein Künstler des Konstruktivismus
- Leanid Karnijenka (* 1987), belarussischer Skilangläufer
- Kryszina Zimanouskaja (* 1996), belarussische Sprinterin